# Cajamarca triseriata
Cajamarca triseriata is een hooiwagen uit de familie Gonyleptidae. De wetenschappelijke naam van Cajamarca triseriata gaat terug op Roewer.